# 涙のティーンエイジ・ブルース
『涙のティーンエイジ・ブルース』は、1983年11月8日に発売された、THE GOOD-BYEの2枚目のシングルである。

## 概要
デビューシングルからたった2ヶ月のセカンドシングル。

## 収録曲
- SIDE A

1. 涙のティーンエイジ・ブルース [3:40]
作詞:橋本淳／作曲:THE GOOD-BYE／編曲:THE GOOD-BYE、野口久和

- SIDE B

1. 二人だけのクリスマス [2:50]
作詞・作曲:曾我泰久／編曲:THE GOOD-BYE

## 楽曲の収録アルバム
- Hello! The Good-Bye（#1）
- OLDIES BUT Good-Buy!（#1）
- Anthology 1983〜1990（#1）
- READY! STEADY!! THE GOOD-BYE!!!（#1）
- Hello! The Good-Bye（リマスター盤）（#1、#2）